# Tom Copa
Tom Copa, né le 30 octobre 1964, à Robbinsdale, au Minnesota, est un ancien joueur américain de basket-ball. Il évolue au poste de pivot.

## Palmarès
- Champion des Amériques 1993